# Kivimäe
Kivimäe is een subdistrict of wijk (Estisch: asum) binnen het stadsdistrict Nõmme in Tallinn, de hoofdstad van Estland. De wijk telde 4.849 inwoners op 1 januari 2020. De oppervlakte bedraagt 2,22 km²; de bevolkingsdichtheid is dus bijna 2.200/km². De naam van de wijk betekent ‘Steenberg’.
De wijk grenst vanaf het noorden met de wijzers van de klok mee aan de wijken Hiiu, Nõmme en Pääsküla.

## Geschiedenis
De wijk ontleent zijn naam aan de steenachtige bodem waarmee de arbeiders die in 1869-1870 werkten aan de aanleg van de spoorlijn Tallinn - Paldiski, werden geconfronteerd.
Tussen 1913 en 1916 liet het Russische leger hier vestingwerken aanleggen. Daarvan zijn alleen nog enkele ruïnes over. Na de Eerste Wereldoorlog, in de tijd van de Republiek Estland (1918-1940), bracht de schone lucht in het dunbevolkte gebied de autoriteiten op het idee van Kivimäe een kuuroord te maken. In 1926 kwam een sanatorium voor tuberculosepatiënten gereed, dat tot 2001 in gebruik was. Het gebouw staat op de monumentenlijst, maar staat al jaren leeg.
Tussen 1926 en 1940 hoorde Kivimäe bij de zelfstandige gemeente Nõmme. Deze werd in 1940 bij Tallinn gevoegd.
Een beroemde inwoner van Kivimäe was de acteur en toneelregisseur Voldemar Panso (1920-1977). Bij zijn vroegere woonhuis staat een gedenkteken.

## Voorzieningen
Het moeras Pääsküla raba strekt zich uit over delen van het grondgebied van Pääsküla, Kivimäe, Hiiu, Nõmme en Männiku. De totale oppervlakte is 9 km². In het noorden van Kivimäe ligt een bos. Het vroegere sanatorium ligt in een park, het Sanatooriumi park.
De wijk had een klein winkelcentrum, Jannseni kaubamaja, genoemd naar de journalist en dichter Johann Voldemar Jannsen (1819–1890). Niet ver daarvandaan ligt het park Jannseni puiestik. Het winkelcentrum is in 2019 vervangen door een supermarkt van de winkelketen Maxima.
Sinds 1961 is in Kivimäe het ‘muziekgymnasium’ gevestigd, in het Estisch: Tallinna Muusikakeskkool. Het is een opleidingsschool voor het conservatorium, dat naast muzikale vakken ook het normale vakkenpakket van een middelbare school aanbiedt. Meer dan 80 procent van de leerlingen gaat na het voltooien van de opleiding inderdaad naar het conservatorium. Bekende oud-leerlingen van de school zijn Urmas Sisask, Lepo Sumera, Helena Tulve en Tõnu Kaljuste.

## Vervoer
Kivimäe heeft twee grote doorgaande wegen: de Pärnu maantee ten noorden van de spoorlijn Tallinn - Paldiski en de Vabaduse puiestee ten zuiden daarvan.
Aan die spoorlijn heeft Kivimäe sinds 1924 een station. Het is nog steeds in gebruik en wordt bediend door Elron. Het huidige stationsgebouw dateert uit 1937 en is ontworpen door de architect Hendrik Otloot. Sinds 2003 is in het gebouw een kleuterschool gevestigd.
Verder wordt Kivimäe bediend door een aantal buslijnen.

## Foto's

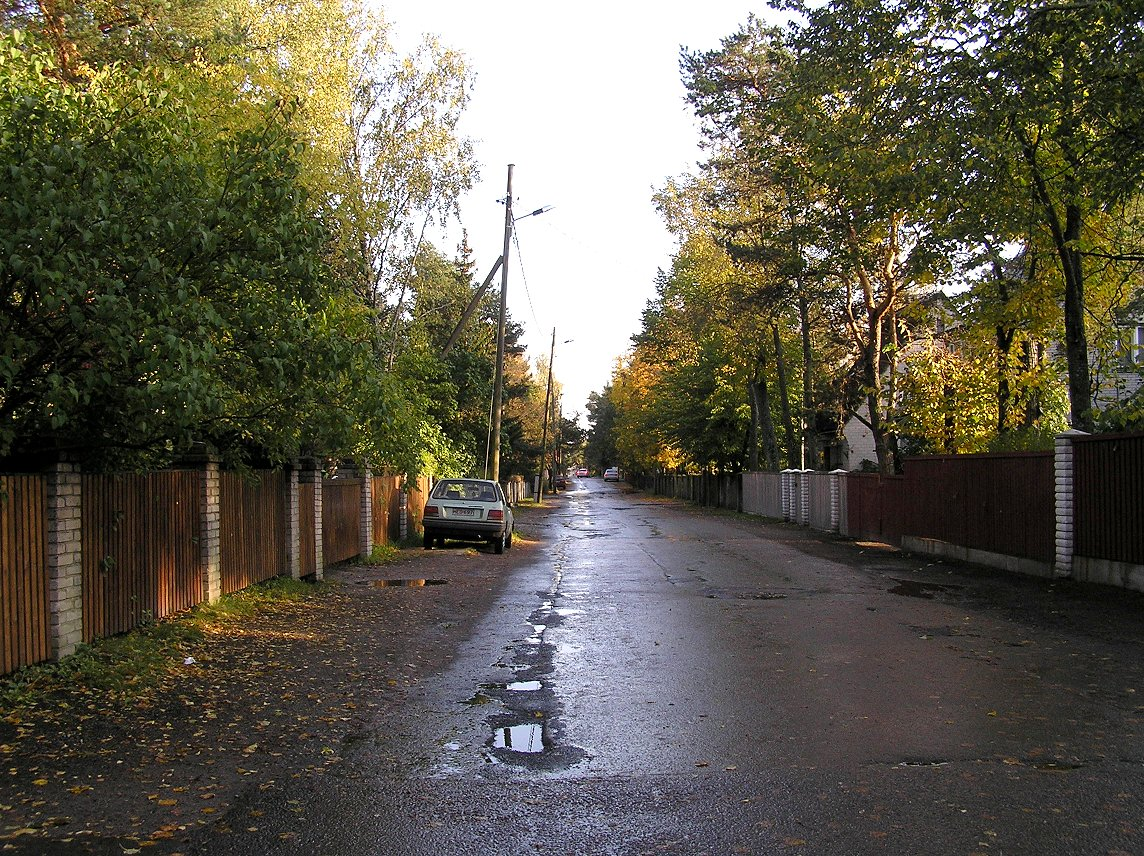
Straat in Kivimäe
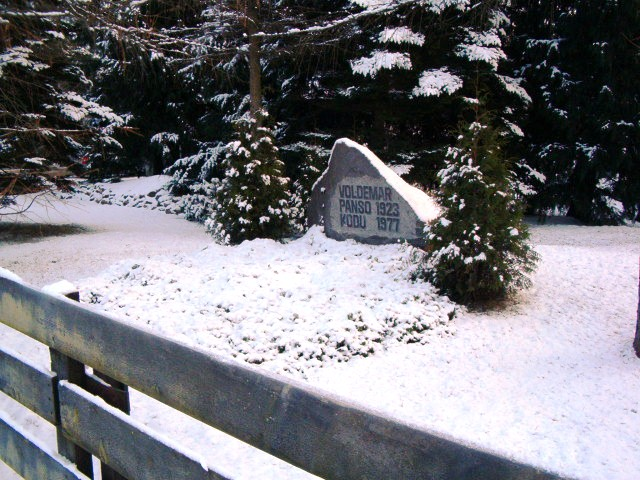
Gedenkteken voor Voldemar Panso
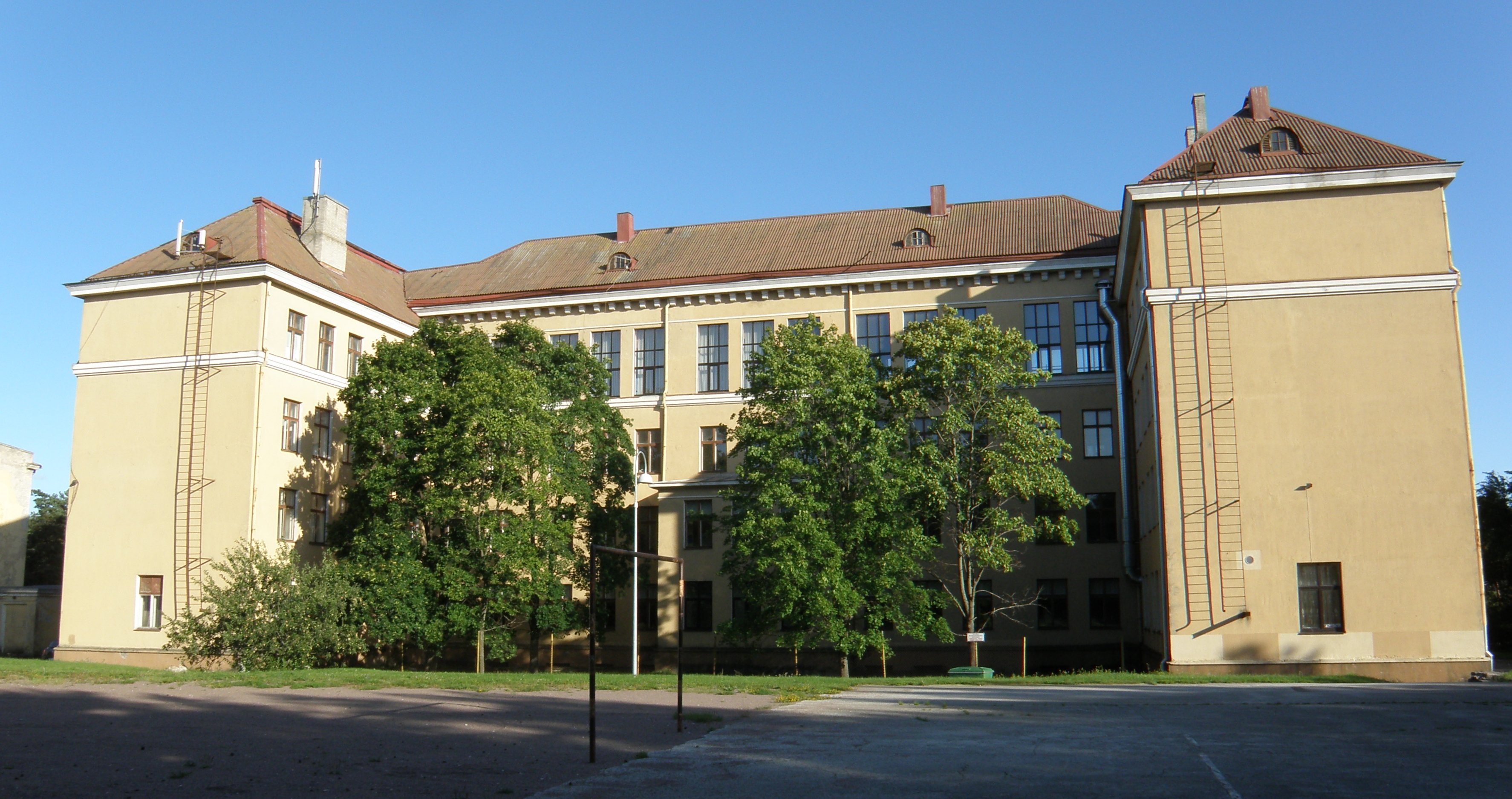
Het ‘muziekgymnasium’ van Tallinn

Hiiu · Kivimäe · Laagri · Liiva · Männiku · Nõmme · Pääsküla · Rahumäe · Raudalu · Vana-Mustamäe